# Vanilla fimbriata
Vanilla fimbriata ist eine Pflanzenart aus der Gattung Vanille (Vanilla) in der Familie der Orchideen (Orchidaceae). Die Kletterpflanze kommt in Guyana vor.

## Beschreibung
Vanilla fimbriata ist eine immergrüne Kletterpflanze. Die Blätter sitzen in Abständen von 7,5 bis 13 Zentimeter am Spross, sie sind lanzettlich bis schmal länglich geformt, vorne spitz bis lang ausgezogen, mit einem kurzen, 0,3 bis 0,6 Zentimeter messenden Blattstiel. Die Blattlänge beträgt 3,5 bis 13,5 Zentimeter bei 1 bis 2 Zentimeter Breite.
Die kurze, 2 bis 3 Zentimeter messende, traubige Blütenstandsachse trägt mehrere Blüten. Sie sind außen grün, innen hellgrün bis weißlich, die Lippe weißlich, an der Basis gelb. Die ovalen oder länglichen, stumpf endenden Tragblätter erreichen 0,4 bis 0,8 Zentimeter Länge. Der Fruchtknoten wird 2 bis 3 Zentimeter lang. Die Blütenblätter sind schmal lanzettlich, sie enden fast stumpf und erreichen eine Länge von 1,6 bis 3 Zentimeter. Die Lippe wird ebenso lang und etwa 0,6 Zentimeter breit. Sie endet stumpf, ihr Rand ist gefranst. Die Seiten der Lippe sind über die ganze Länge der Säule mit dieser verwachsen. Die Adern auf der Spreite der Lippe treten leicht hervor, mittig auf der Lippe sitzt ein nach hinten gerichtetes Haarbüschel. Die Säule wird 1,2 bis 2,2 Zentimeter lang.

## Verbreitung
Vanilla fimbriata ist aus Brasilien und Guyana bekannt. Sie wurde von Jenman am Barima-Fluss gesammelt.

## Systematik und Botanische Geschichte
Diese Orchidee wurde 1899 von Rolfe in Bulletin of Miscellaneous Information 1899, Seite 133
erstbeschrieben.
Innerhalb der Gattung Vanilla wird Vanilla fimbriata in die Untergattung Xanata und dort in die Sektion Xanata, die nur Arten der Neotropis enthält, eingeordnet. Nach Soto Arenas und Cribb ist sie nah verwandt oder sogar synonym zu Vanilla odorata. Unterschiede sind die größere Anzahl an Blüten sowie kleinere Blätter und Blüten bei Vanilla fimbriata.